# Hassegau

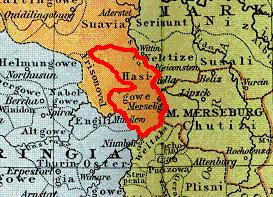
Das Hassegau und Umgebung um 1000

Der Hassegau (auch Hassago, Hosgau)  ist das Gebiet zwischen den Orten Mansfeld, Naumburg, Halle und Wettin und gehörte zum hersfeldischen Missionsgebiet.
Eine häufig vertretene Ableitung des Namens von der in der Mitte des 8. Jahrhunderts mehrfach genannten Hoohseoburg (Hocseburg, Ocsioburg), die lange Zeit mit der im Hassegau liegenden Burg Seeburg am Süßen See gleichgesetzt wurde, ist sehr unwahrscheinlich, zumal jene Anlage nach neueren Untersuchungen eher als die Hünenburg bei Watenstedt auf dem Heeseberg zu lokalisieren ist.
Der nördliche Hassegau wurde zur Keimzelle der Grafschaft Mansfeld.
Am 26. September 949 überließ König Otto I. auf Bitten seines Bruders Heinrich und des Grafen Ekkehard einen Teil seines Eigentums im Hassegau, an der Grenze zum Bistum Merseburg in der Grafschaft des Grafen Theti gelegen, seinem Vasallen Hohstein und dessen Ehefrau Chintodruf auf Lebenszeit unter der Bedingung des Rückfalls an die Königsfamilie.

## Grafen im Hassegau
- Burchard III. Graf im Hassegau (Wettiner)
- Dedi I. † 14. März 957, dessen Sohn, Graf im Hassegau ab 949
- Siegfried, Graf im Hassegau 961–980
- Burchard (IV.), Sohn Dedis I., Graf im Hassegau und Liesgau, X 13. Juli 982 (bei Cotrone)
- Dedi II., dessen Bruder, Graf im Hassegau, X 13. Juli 982 (bei Cotrone)
- Ricbert, Vaterbruder des Bruno von Querfurt, Graf im Hassegau bis 1009
- Burchard I. von Goseck, † 3. November 1017, Pfalzgraf von Sachsen, Graf von Goseck, Graf im Hassegau 991–1017
- Hermann I. (Neffe von Gunzelin von Kuckenburg) † 1038, 1007 Graf in Bautzen, 1009 Markgraf von Meißen, 1028 Graf im Hassegau und im Gau Chutizi (Ekkehardiner); ⚭ Sommer 1002 Regelinda, * 989, † nach 21. März 1016, Tochter des Boleslaw I. Chrobry, 992 Fürst und 1025 König von Polen (Piasten)
- Dietrich I., † ermordet 19. November 1034, 1017 Graf in Eilenburg, 1021 Graf im Hassegau, Markgraf der Lausitz; ⚭ Mathilde, Schwester des Markgrafen Ekkehard I. von Meißen
- Siegfried, † 1038, Graf von Hassegau und Meneberg, Enkel Burchards (IV.)
- Friedrich I. von Goseck, † 1042, Pfalzgraf von Sachsen, Graf von Goseck, Graf von Merseburg, Graf im Hassegau
- Hoyer von Mansfeld, Graf im Hassegau, 1050 als der erste Mansfelder namentlich erwähnt, vermutlich der Schwiegersohn von Siegfried.

## Ortschaften im Hassegau (Auswahl)
1. Bisiniburg (Bösenburg am Fleischbach)
2. Porkesdorp (Burgsdorf am Fleischbach)
3. Nifhusan (Neehausen nördlich vom Süßen See)
4. Salzigunmunda (Salzmünde)
5. Seoburc (Seeburg)
6. Vurmaresleba (Wormsleben am Süßen See)[1]
7. Helpidi (Helfta)
8. Cloboco (Klobikau)